# ریشار کراوچیک
ریشار کراوچیک (فرانسوی: Richard Krawczyk‎؛ زادهٔ ۲۴ مهٔ ۱۹۴۷) بازیکن سابق فوتبال اهل فرانسه است.
از باشگاه‌هایی که در آن بازی کرده‌است می‌توان به باشگاه فوتبال متس، باشگاه فوتبال لانس، باشگاه فوتبال استاد رنس، و باشگاه فوتبال لانس اشاره کرد.
وی همچنین در تیم ملی فوتبال فرانسه بازی کرده‌است.